# Wormwood Demo
Wormwood Demo es el primer demo de la banda inglesa Radiohead cuando aún se llamaban On A Friday, en alusión al único día de la semana en que todos podían ensayar.
Fue grabado en Woodworm Studios en 1988 y fue mezclado por Dave Pegg. En el material liberado únicamente en casete, se puede escuchar la presencia de tres saxofonistas que formaban parte de la alineación de esa época: Rasmus Peterson, Liz Cotton and Charlotte Cotton.

## Canciones
1. «Happy Song» (2.53)
2. «To Be A Brilliant Light» (3.47)
3. «Sinking Ship» (3.19)

- Datos: Q9096281